# Вулиця Бююкдере
Вулиця Бююкдере (тур. Büyükdere Caddesi) — центральна вулиця в європейській частині Стамбула, Туреччина. Проходить районами Шишлі (квартал Есентепе), Бешикташ (квартал Левент) і Сариєр (квартал Маслак).
Починається у мечеті Шишлі і прямує у східному напрямку: частково під віадуком внутрішньої міської автомагістралі O-1, Через Меджидієкьой, Есентепе, досягає кварталу Зінджірлікую. Там Бююкдере з'єднується з бульваром Барбарос і повертає на північ, проходячи через Левент, Санаї-Махаллесі, Маслак та ліс Фатіх, закінчуючись на схилі Хаджіосман на межі з районом Шишлі. Його загальна довжина становить 14 км. Від Зінджірлікую до Маслака вулиця утворює межу, що відокремлює район Кягитхане зі східного боку від Бешикташа — із західного. Вулиця Бююкдере здобула свою назву від однойменного кварталу, до якого примикає.
Лінія 2 Стамбульського метрополітену прокладена уздовж вулиці від Шишлі до Хаджіосман, дев'ять її станцій розташовані у безпосередній близькості від Бююкдере. Штаб-квартири багатьох банків, бізнес-центри, торгові центри, розкішні готелі і численні хмарочоси, побудовані в ХХІ сторіччі, розташовані уздовж вулиці Бююкдере, що робить її важливим центром фінансової, ділової та соціальної життя Стамбула.
Хмарочоси на вулиці Бююкдере: Diamond of Istanbul, Istanbul Sapphire, İşbank Tower 1, Sabancı Center, Kanyon Towers, QNB Finansbank тощо. Відомі торгові центри на вулиці: Zorlu Center, Kanyon Shopping Mall, MetroCity AVM, Özdilek Park тощо.
Навчальні заклади на вулиці: Університет Галич, Професійне будівельне училище (ISOV), Маслацький кампус Стамбульського технічного університету, Університет Ішик і Професійний коледж Технічного університету Їлдиз.
У Бююкдере розташовані два великих кладовища: італійсько-єврейське Меджидієкьой і Зінджірлікую